# Niederleis
Niederleis  är en ort och kommun i Österrike. Den ligger i distriktet Mistelbach i förbundslandet Niederösterreich, 40 km norr om huvudstaden Wien. 
Kommunen består av fyra orter (Ortschaften) (inom parentes invånarantal 1 januari 2024):
- Helfens (71)
- Kleinsitzendorf (27)
- Niederleis (674)
- Nodendorf (145)